# Xèrica
Xèrica (en castellà i oficialment, Jérica, i en la parla xurra Jerica o Ejerica) és un municipi del País Valencià que es troba a la comarca de l'Alt Palància.
Limita amb Sacanyet, Teresa, Viver, Benafer, Caudiel, Gaibiel, Navaixes, Altura (en la mateixa comarca) i Les Alcubles (a la comarca dels Serrans).

## Geografia
El terme està travessat pel Palància i allotja paratges de bellesa singular com ara la Vuelta de La Hoz, els pics de Yuste, del Villar, de la Muela, de Feliciano, els monts del Frontón, la Herbasana, de l'Alto Gafero o los Pelaos, els quals són visitables a través de diverses rutes senderistes degudament senyalitzades. Hi ha gran quantitat de fonts, entres les quals es troben Randurías, El Carmen, El Consuelo, Ulla, Lipa, el Clero, etc.

### Nuclis de població
- Xèrica
- Novaliches
- Los Ángeles

## Història

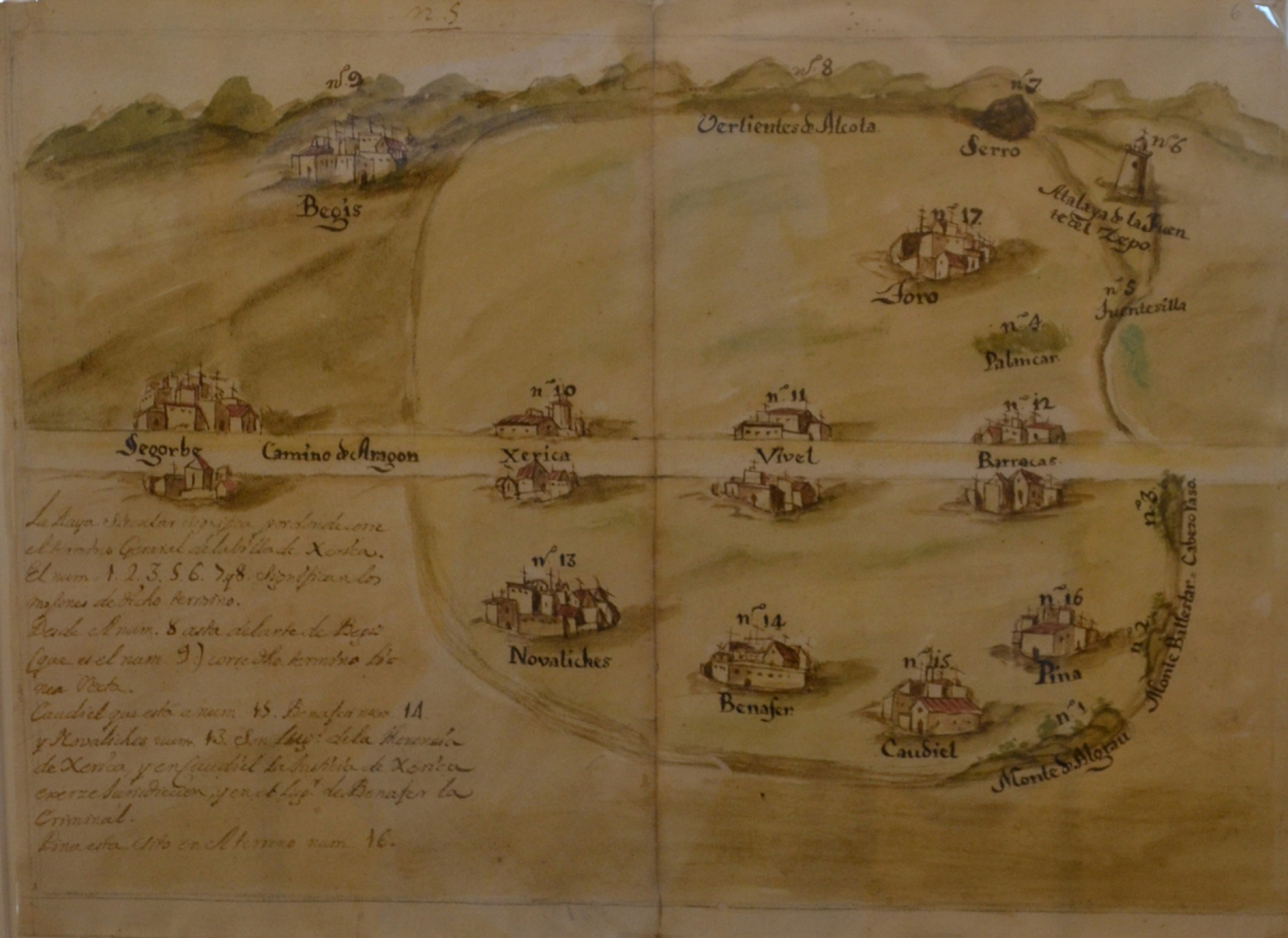
Mapa del terme general de Xèrica, on apareixen dibuixades totes les poblacions i el camí d'Aragó (1717)

Els únics testimonis que hi ha de poblament prehistòric són una destral de pedra neolítica i alguns assentaments ibers. Dels romans existixen bastants restes, principalment làpides amb inscripcions llatines, especialment la coneguda com de Quintia Prova, baixos relleus de marbre, monedes, etc., que la convertixen en una de les poblacions romanes més importants de la comarca. Ja en època musulmana comença la vertadera expansió del nucli urbà que coneixem, fins i tot barris com Valcaliente i Coracha conserven la seua denominació àrab. L'any 1027 resta inclosa en la Cora de València. En 1098 és pressa pel Cid (1043?-1099). En el segle xii apareix documentada amb el topònim moro de Sharíqua, "castell dels Jarifes" (nobles). El 5 de febrer de 1235 el gironí Guillem de Montgriu entra en la ciutat però la població continuarà sent majoritàriament musulmana. Jaume I (1208-1276) donà carta de població en 1249 a més d'altres privilegis com ara el pas del camí d'Aragó per la vila (29 de novembre de 1255) o l'ampliació del castell (any 1261). És el 4 de setembre de 1255 quan Jaume I la dona a Teresa Gil de Vidaure i a son fill Jaume Pérez (1255?-1285), que serà el primer senyor feudal a partir de 1284 amb el nom de Jaume II de Xèrica, en virtut del testament de Jaume I de 26 d'agost de 1272, conformant així un senyoriu que comprenia Xèrica, Benafer, Caudiel, Pina, El Toro i Viver i al qual s'afegiria en 1257 Les Alcubles, en 1269 Barraques i en 1275 Altura. El 6 de maig de 1286 el rei Alfons confirma el privilegi de franquesa de la vila.
En 1330 s'enceten les obres del segon emmurallament de la ciutat. En 1363, en el context de les guerres entre Castella i Aragó, les tropes castellanes ocupen el poble i el castell. En 1368 s'autoritza l'establiment de les alqueries de Novaliches i El Campillo amb 50 pobladors i sense jurisdicció criminal. En 1369 mor l'últim dels Xèrica i amb ell s'extingix el llinatge; com a conseqüència dels deutes dels Xèrica el poble torna a la Corona, en les mans de Pere IV el Cerimoniós (1319-1387). El 6 de juliol de 1372 el rei anomena primer comte de Xèrica l'infant Martí. En 1386 es construïx un pont sobre el Palància i en 1390 la tercera muralla. El 2 d'abril de 1404 Martí l'Humà (1356-1410) incorpora la vila de Xèrica a la Corona. El 30 de gener de 1417 Alfons el Magnànim (1396-1458) la dona en feu a son germà Joan amb les seues aldees: Viver, Caudiel, Novaliches, El Toro, Pina i Barraques, qui la va vendre el 1428 en usdefruit a Francesc Zarzuela, Justícia d'Aragó, el qual va adquirir-la totalment, de manera il·legal, el 4 de juliol de 1431 i va sotmetre el poble a condicions tiràniques que hi sembraren el descontentament per la manca d'arrel de la família senyorial.
En 1418 el rei concedí el privilegi de celebrar mercat setmanal. En 1479, Ferran el Catòlic (1452-1516) anul·là la venda de la vila i va incorporar-la de bell nou a la Corona. Malgrat tot, els hereus dels Zarzuela, l'any 1518, vengueren els seus suposats drets al comte d'Aranda, i ell ho feu a favor del duc de Calàbria en 1537, qui va cedir-lo per herència al monestir de Sant Miquel dels Reis.
Finalment, després de llargs litigis, el 24 de novembre de 1564 fon reincorporada totalment a la Corona durant el govern de Felip II (1527-1598). L'1 de març de 1565 canvià el fur d'Aragó pel de València. L'any 1609 patí, com la resta del Regne de València, l'expulsió morisca. Felip V (1683-1746) el 30 de setembre de 1707 va donar-la en feu al mariscal duc de Berwick amb tots els drets i privilegis. Després romandria emancipada definitivament.
En la primera guerra carlina el poble resistí els atacs del carlí Francesc Tallada i Forcadell, que va envair la vila el 10 d'octubre de 1838 fins que fon derrotat pel general Emilio Borso di Caminati el dia 15 d'eixe mateix mes. En 1885 una epidèmia de pesta va causar-hi 194 morts. La guerra de 1936-1939 causà enormes i greus desfetes a la ciutat, que incidiren en una important pèrdua de patrimoni.

## Demografia
| 1900  | 1910  | 1920  | 1930  | 1940  | 1950  | 1960  | 1970  | 1981  | 1991  | 2000  | 2007  | 2012  |
| ----- | ----- | ----- | ----- | ----- | ----- | ----- | ----- | ----- | ----- | ----- | ----- | ----- |
| 3.119 | 3.252 | 2.980 | 2.747 | 2.368 | 2.712 | 2.399 | 2.186 | 1.680 | 1.608 | 1.554 | 1.611 | 1.656 |

## Economia
La topografia del terme fa que, sobre tindre aigua en abundància, l'agricultura hi siga molt difícil de treballar. No obstant això, s'hi conreen fruiters i hortalisses en l'horta arbrada, garrofera, olivera i ametler. Hi ha granges de porcs, pollastres i conills. En l'apartat industrial es pot parlar de xicotets tallers artesanals i una fàbrica de farina. La resta de l'economia local es basa en el sector servicis i en un incipient turisme rural.

## Alcaldia
Des de 2019 l'alcalde de Xèrica és Jorge Peiró Ripoll del Partit Popular (PP).
| Període                       | Alcalde o alcaldessa                          | Partit polític | Data de possessió     | Observacions         |
| ----------------------------- | --------------------------------------------- | -------------- | --------------------- | -------------------- |
| 1979–1983                     | Luis Ramón Martín Pérez                       | UCD            | 19/04/1979            | --                   |
| 1983–1987                     | Luis Ramón Martín Pérez                       | AP-PDP-UL-UV   | 28/05/1983            | --                   |
| 1987–1991                     | Luis Ramón Martín Pérez                       | AP             | 30/06/1987            | --                   |
| 1991–1995                     | Dolores Pastora Montesinos                    | PP             | 15/06/1991            | --                   |
| 1995–1999                     | Ángel Gil Ordaz                               | PSPV-PSOE      | 17/06/1995            | --                   |
| 1999–2003                     | Ángel Gil Ordaz                               | PSPV-PSOE      | 03/07/1999            | --                   |
| 2003–2007                     | Ángel Gil Ordaz                               | PSPV-PSOE      | 14/06/2003            | --                   |
| 2007–2011                     | Ángel Gil Ordaz Amadeo Edo Salvador           | PSPV-PSOE      | 16/06/2007 23/04/2008 | Dimissió/renúncia -- |
| 2011–2015                     | Amadeo Edo Salvador                           | PSPV-PSOE      | 11/06/2011            | --                   |
| 2015–2019                     | Amadeo Edo Salvador María Luisa Domingo Lidón | PSPV-PSOE EUPV | 13/06/2015 17/07/2017 | pacte de govern --   |
| 2019-2023                     | Jorge Peiró Ripoll                            | PP             | 15/06/2019            | --                   |
| Des de 2023                   | n/d                                           | n/d            | 17/06/2023            | --                   |
| Fonts: Generalitat Valenciana |                                               |                |                       |                      |

## Monuments

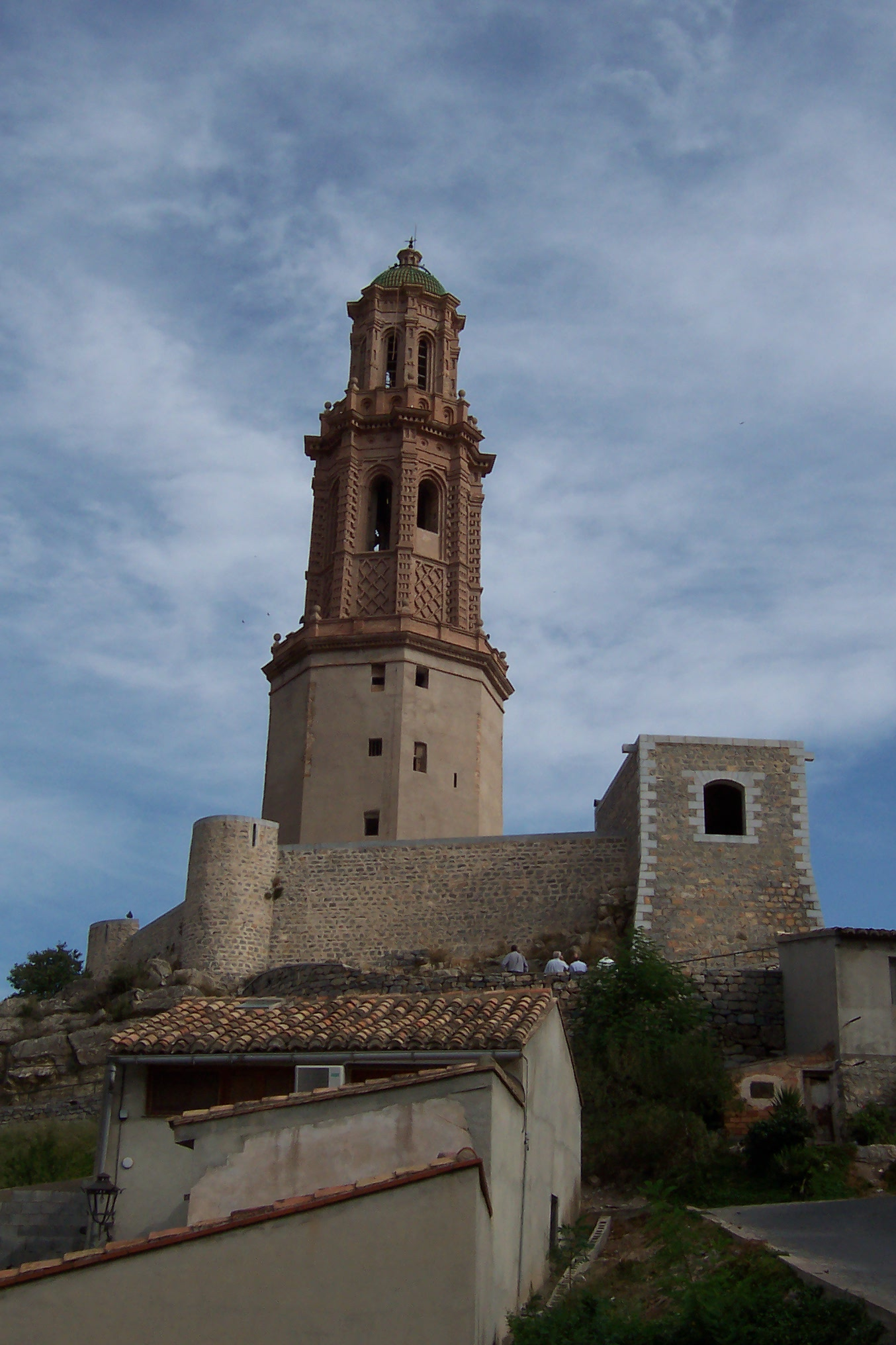
Torre mudejar de l'Alcudia o de les Campanes.

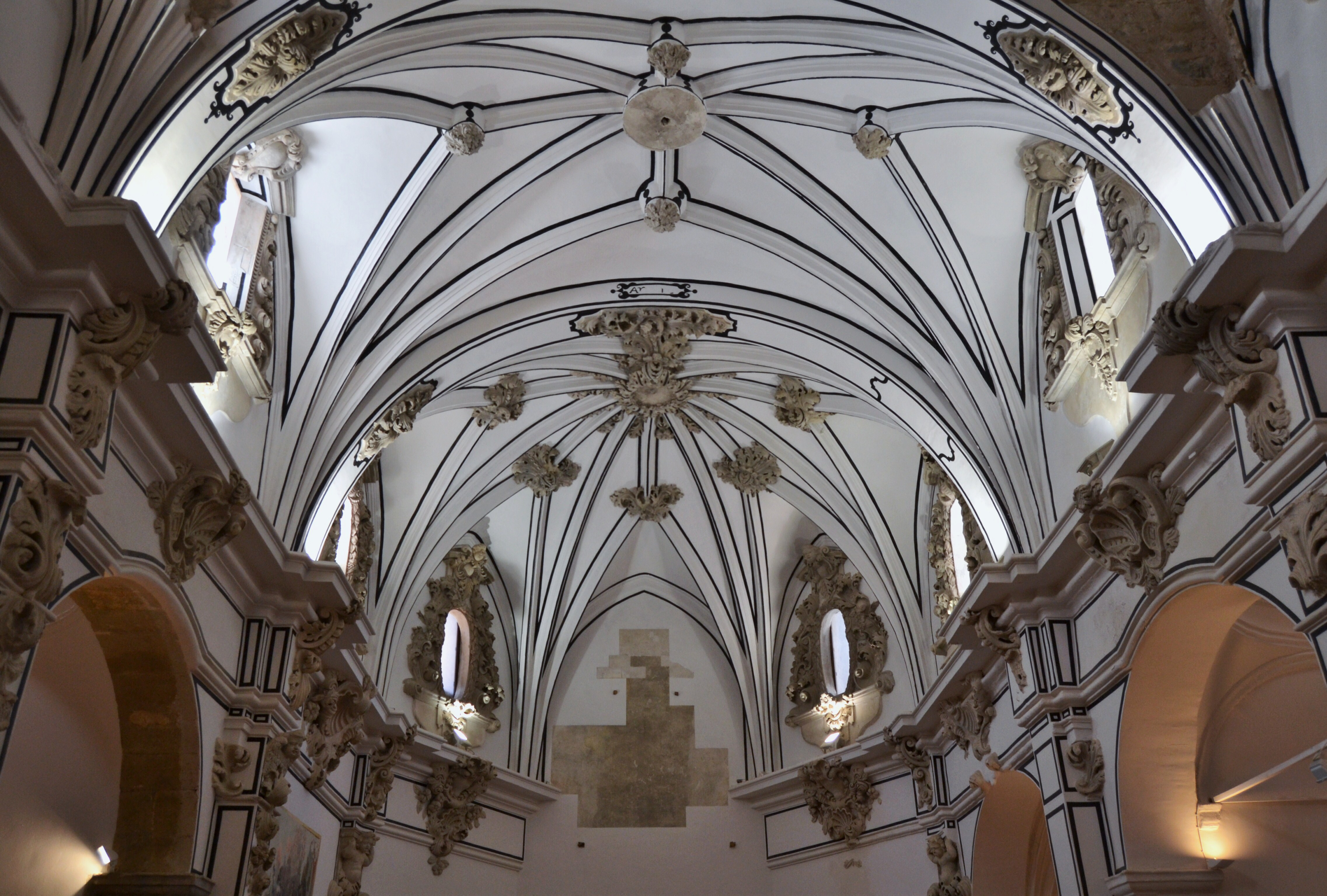
Interior de l'església del Socós.

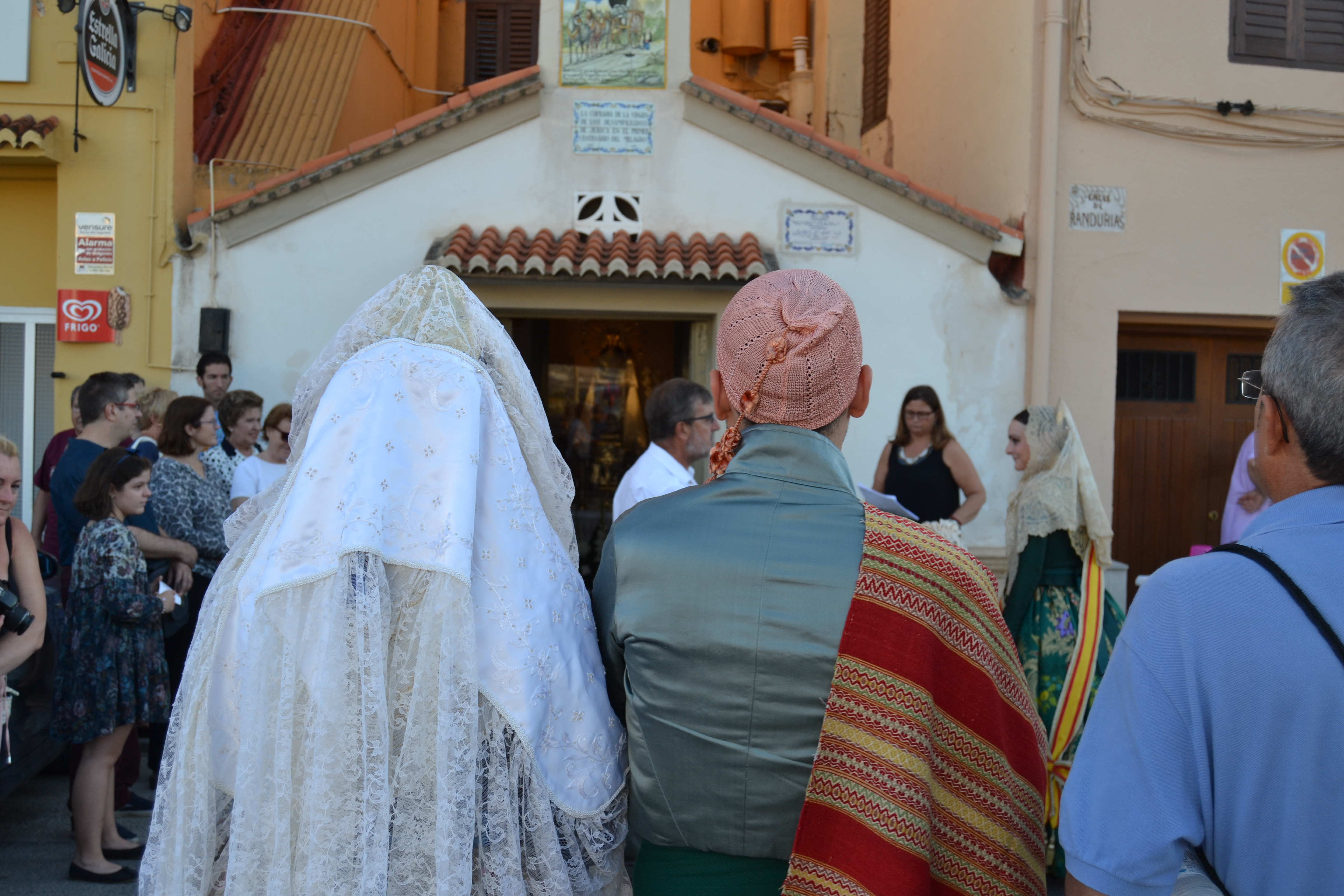
Parella valenciana front a l'ermita de la Mare de Déu del Desemparats.

### Monuments religiosos
- Torre mudèjar de l'Alcúdia o de les Campanes, única del seu estil en el País Valencià.
- Església de Santa Àgueda del segle xviii.
- Església del convent del Socors del segle xvii. L'única cosa que en queda és l'església, que, en la Guerra Civil, va ser saquejada i pràcticament destruïda. Gràcies al fet que no es va esfondrar la part del sostre corresponent a l'Altar Major i quedar els seus murs, va ser utilitzada per la població per a diverses funcions, això va fer que hui dia se n'haja netejat l'interior i descobert així el sòl original, i en ell set criptes, a més de dades sobre retaule que es trobava en l'Altar Major. Malgrat això, existixen molt poques dades dades sobre Convent en el seu conjunt.
- Església del Crist de la Sang del segle xvii. Construïda probablement en època medieval i reformada en el segle xvii en estil barroc. Alberga la imatge del patró de la Vila, el Crist de la Sang. La seua planta presenta una sola nau amb quatre trams. L'altar major correspon a una reforma posterior en estil neoclàssic. El campanar és d'estil mudèjar.
- Convent de Caputxins del segle xvii. Construït a petició del caputxí Fra Tomàs de Xèrica als afores de la Vila. Amb la pesta bubònica es va convertir en hospital, i entre els anys 1716 i 1767, Nicolás Gambeta va realitzar la imatge de la Divina Pastora, a la qual els Caputxinos i tota la població van rendir devoció. Un document de 1764 dona testimoni de la presència de 24 religiosos el 1764. El 20 de febrer de 1821 va tancar les portes, sent clausurat definitivament l'any 1835. De l'antic Convent quasi no en queden dades ni restes. En el carrer Don Pablo Barrachina es pot observar, al final, el que degué ser un passadís de pedres pertanyents al claustre, i al mig del pati, una reixeta per evacuar l'aigua de pluja.
- Ermita de Sant Roc del segle xiii.

### Altres
- Ermita de la Verge de Loreto. Del segle xvii. Formava part d'un hospital del qual no queden restes.
- Ermita de Sant Miquel. A Novaliches.
- Ermita de la Mare de Déu del Desemparats.
- Calvari. Neoclàssic, del segle xviii.
- Creu Coberta. De 1511, reformada en 1550 i en el segle xviii.

### Monuments civils

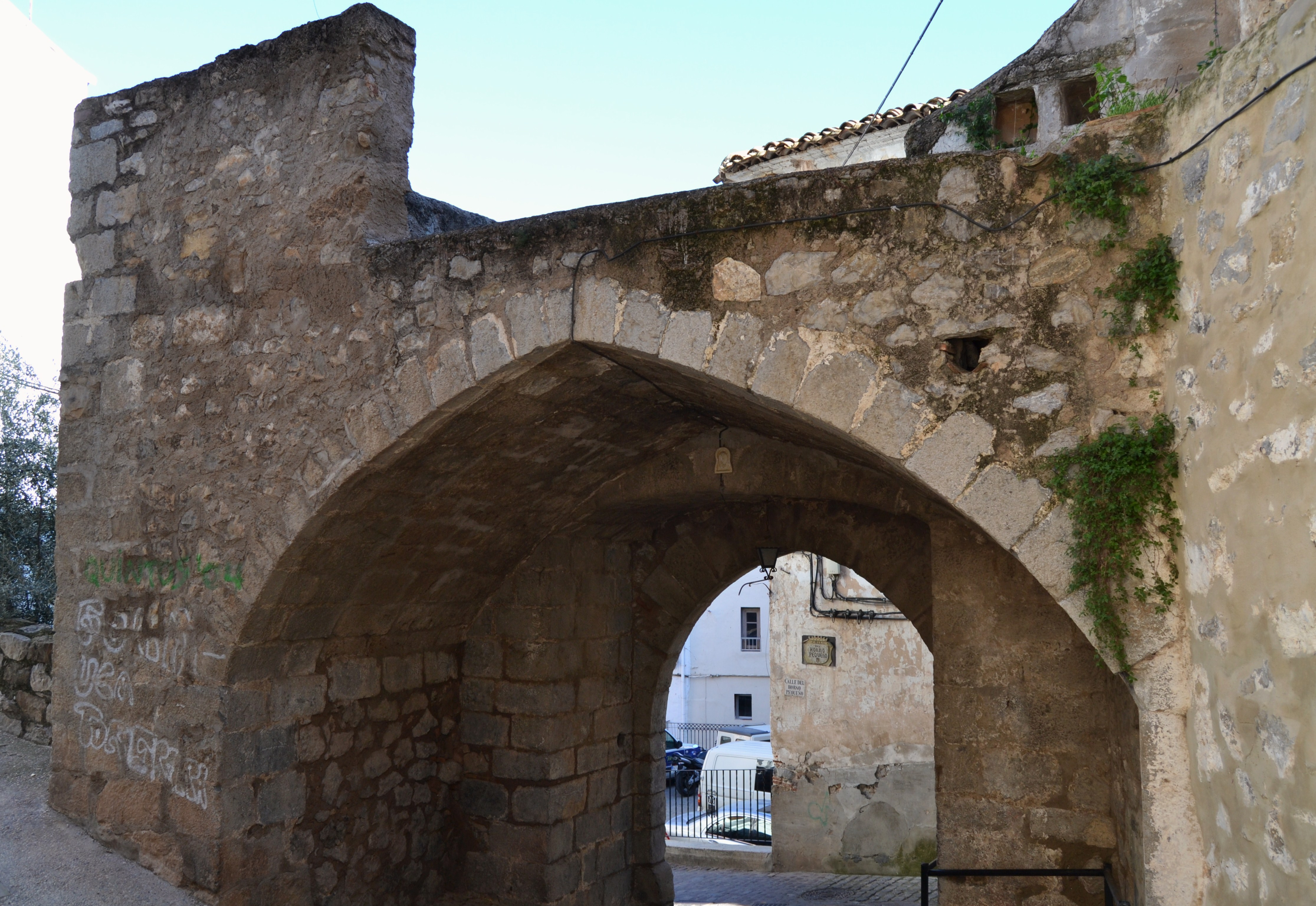
Portal de la Sala.

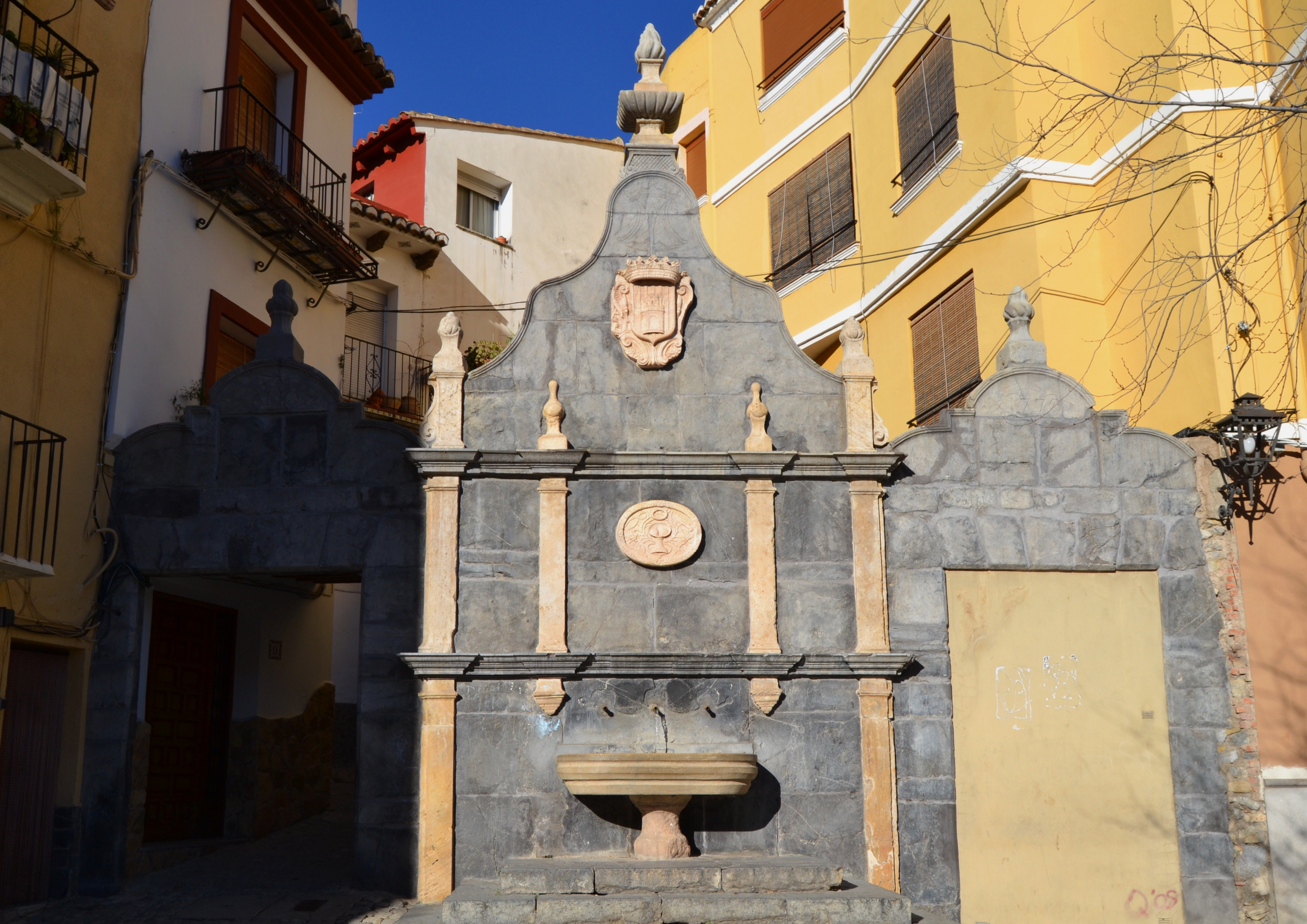
Font de Santa Àgueda.

#### Castell (restes)
S'han trobat restes de ceràmica ibèrica, romana i se sap amb certesa que fon habitat des d'època àrab, quan el pes de la població es traslladà a l'actual nucli urbà (amb anterioritat el poblament havia estat dispers, ocupant diferents zones en tot el terme municipal). Ascendint cap al cim podem trobar restes d'antigues edificacions i fortificacions, la majoria d'elles d'època medieval. Conserva:
- La Torreta. Torre Homenatge del segle xv. De planta quadrada construïda amb carreus de pedra, arc d'entrada de mig punt i amb besllum d'un pis superior. El pas del temps n'ha deteriorat l'estructura i ha provocat la desaparició dels merlets que la coronaven. Però, per contra, és l'única resta íntegra que queda del Castell.
- Portals:
  - Portal del Rellotge o de Sant Joan. De planta circular, en altres temps campanar de la població, abans de l'edificació de la Torre Mudèjar.
  - Portal de La Sala. De planta quadrada, era una de les portes importants de la muralla, de la qual encara en té adossada una part.
  - Portal de Sant Joaquim i Santa Anna. Pertanyent ja al tercer cinturó de la muralla, és coneguda des d'antic com el "Portal de Terol".
  - Portell de Sant Roc. Corresponent al segon cinturó de la muralla de Mitja Vila, és el primer a visitar d'ella. Té adossades restes de la muralla, el cinturó de la qual es va edificar en el segle xiv.
- Muralla (restes). Algunes cases tenen adossades restes de la muralla i encara s'hi poden observar algunes almenares.
- Torrasses del Ruejo, de Sant Joan (s. IV) i de Santa Anna. Pertanyen al tercer cinturó de muralla.
- Arc de la Rocha de l'Hospital. Deu el nom al fet que l'antic hospital de la població estava ubicat al seu costat. En l'actualitat es troba mutilat perquè va ser seccionat per a donar major amplitud al carrer a fi que hi passara l'antiga N-234.
- Fortí de la torre mudèjar. Construït en 1870 per a la defensa de la ciutat davant els carlistes.

#### Altres
- Pont del Bisbe Muntañones. Bastit en 1570 sobre altres anteriors destruïts per diverses riuades.
- Torres de la Muela i de Novales. D'orige àrab, formaven part del sistema de vigilància del castell. Actualment es troben en molt mal estat de conservació.
- Torre Garabaya o de los Ordaces. Romana. En estat de ruïna.
- Font de Santa Àgueda. Barroca, de 1770.

## Cultura
- Museu Municipal. Conté peces d'un gran valor perquè Xèrica és una de les poblacions on més làpides romanes s'han trobat en tot l'Alt Palància.

- Museu Parroquial. Hi trobem peces religioses d'un valor incalculable: la Creu Parroquial (de 1388), el Calze de Novaliches d'or i gemmes, Casulles, etc.

## Llocs d'interés
- Vuelta de la Hoz. Meandre del riu Palància on trobem La Torreta.
- Pantà del Regajo.
- Via verda d'Ojos Negros.

## Festes i celebracions

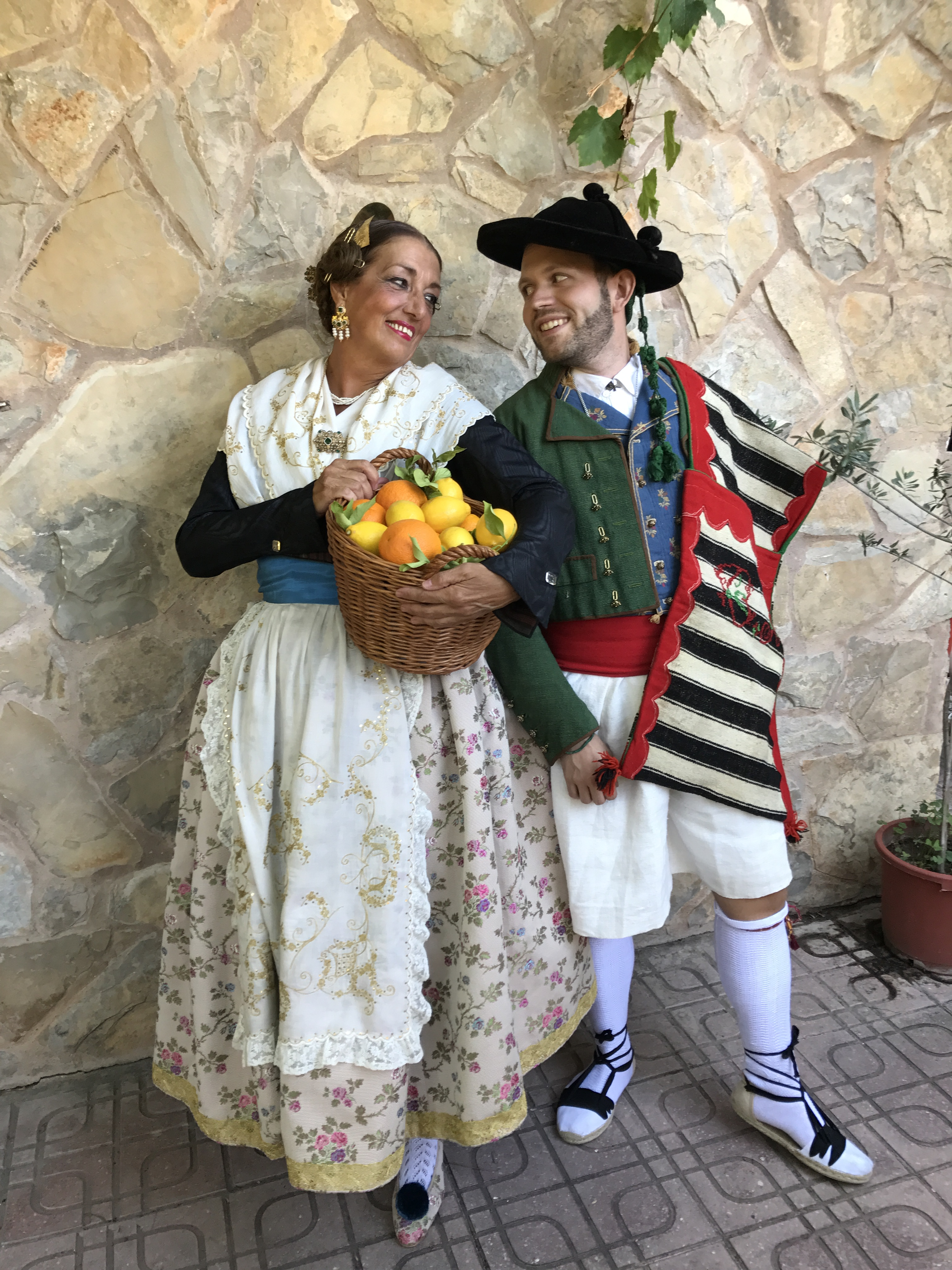
Parella valenciana abans de l'ofrena a la Mare de Déu dels Desemparats.

- Festes patronals. A principis de setembre en honor de la Divina Pastora.
- Festes de Santa Àgueda. Se celebra el 5 de febrer commemorant la reconquesta de la Vila per les tropes de Jaume I. Amb actes religiosos (missa, ofrena i processó), actes taurins, la tradicional Bacalà (es repartix pa, vi, abadejo i anous) i actes culturals.
- Sant Antoni. El 17 de gener.
- Mare de Déu del Desemparats. Segona setmana d'agost.
- Sant Roc. El 16 d'agost i organitzada pels jóvens.
- Setmana Santa. Els actes més destacats són el dijous i divendres sant, la processó nocturna del Crist de la Sang, l'"Encontre" i la "Jota de Pascua".